# Hans-Joachim Rath
Hans-Joachim Rath (* 11. Dezember 1894 in Berlin; † 10. Mai 1968 in Bad Neuenahr) war ein deutscher Generalmajor der Luftwaffe im Zweiten Weltkrieg.

## Leben
Rath trat am 22. März 1914 als Offiziersanwärter in das kaiserliche Heer ein und diente in der Infanterie. Nach Beginn des Ersten Weltkrieges wechselte er zur Fliegertruppe, wo er als Leutnant auch das Kriegsende erlebte.
Danach blieb er vorerst in der neu gegründeten Reichswehr, schied dann aber am 31. Dezember 1920 als Oberleutnant aus. Ab 1924 übernahm er Aufgaben im Reichswirtschaftsministerium und übernahm 1926 die Stellvertreter-Funktion bei der Sondertruppe Moskau. Am 1. März 1933 wechselte er ins Reichsluftfahrtministerium.
Am 1. Mai 1933 übernahm er dort die Führung der Abteilung Luftabwehramt, wo er am 1. Januar 1934 zum Hauptmann befördert wurde. Danach wechselte er am 1. Juni 1935 als Staffelkapitän zur Fliegergruppe Giebelstadt wo ihn am 1. September 1935 die Beförderung zum Major erreichte. Zum 1. Mai 1936 wechselte er als Adjutant zum Luftkreiskommando III und nach der am 1. Oktober 1937 erfolgten Beförderung zum Oberstleutnant wurde er Zweiter Generalstabsoffizier (Ib) des Luftkreiskommandos I. Am 1. April 1939 übernahm er das Amt des IIa in der Luftflotte 1 nahm mit dieser am Überfall auf Polen im Norden der Ostfront teil. Ab 15. November 1939 übernahm er als Gruppenkommandeur die I. Gruppe des Kampfgeschwaders 4. Diese Gruppe, die mit dem zweimotorigen Bomber Heinkel He 111 ausgestattet war, führte er in den am 10. Mai 1940 beginnenden Westfeldzug. Schon am 23. Mai 1940 übernahm er übergangsweise die Führung des Kampfgeschwaders 4 und wurde dort am 1. Juni 1940 zum Oberst befördert. Zum 23. Juli 1940 wurde er Geschwaderkommodore und führte das Geschwader in der Luftschlacht um England und zu Beginn des Deutsch-Sowjetischen Krieges. In dieser Zeit nahm das Geschwader u. a. an den Luftangriffen auf Moskau teil. Am 23. Dezember 1941 erhielt er das Deutsche Kreuz in Gold und am 9. Mai 1942 das Ritterkreuz des Eisernen Kreuzes. Am 1. Juni 1942 gab er die Führung des Geschwaders ab und wurde Kommandeur der Großen Kampffliegerschule 4 in Thorn. Danach schlossen sich ab 1. Oktober 1942 Frontverwendungen als Fliegerführer an, Verwendungen im Stab des X. Fliegerkorps und des Luftwaffenkommandos Südost. Am 15. Oktober 1943 übernahm er als Kommandeur die 2. Fliegerausbildungsdivision und ab 1. November die 1. Fliegerschuldivision. Auf diesem Posten blieb er bis Kriegsende und wurde dort am 1. Dezember 1943 zum Generalmajor befördert. Er geriet am 8. Mai 1945, nach der bedingungslosen Kapitulation der Wehrmacht, in Kriegsgefangenschaft, aus der er im Juni 1947 entlassen wurde.